# Años 1690
Los años 1690 fueron una década que comenzó el 1 de enero de 1690 y finalizó el 31 de diciembre de 1699.

## Acontecimientos
- 1691 - Inocencio XII sucede a Alejandro VIII como papa
- 1694 - Nace Voltaire
- 1695 - Batalla de San Esteban de Bas
- 1697 - Coronación Carlos XII de Suecia